# 野中製作所
株式会社野中製作所（のなかせいさくしょ）は東京都墨田区にある、機械部品製造、加工を行う会社である。
野中製作所は現在の社長の祖父にあたる野中喜十郎が1908年に創立。その後、二代目、野中機一が「野中ミシン製作所」に名称を変更し、ミシンの糸巻き部分の部品製造を開始。同時にミシンの糸巻きに関する特許を複数取得し1944年に名称変更し法人化。
1972年知人の紳士服仕立て屋さんから、従来のポンチは音がうるさいので、音の出ないポンチをつくってほしいとの依頼がきっかけでスクリューポンチの開発に着手。
1976年従来の木づちで叩くポンチではなく、ねじ込んで穴をあける方式のポンチの開発に成功。ねじ込んで穴をあける回転式という意味で「スクリューポンチ」と命名、販売をはじめる。
近年従来から愛用者が多かったソーイング、手芸、レザークラフト、ペーパクラフトの世界だけではなく、最近ではスクラップブッキングの世界で多くのスクリューポンチ使用者がいる。